# Wereldbeker parallelslalom 2005/2006
De wereldbeker parallelslalom in 2005/2006 bestond uit elf wedstrijden, zowel bij de mannen als bij de vrouwen. 
Bij de mannen domineerde Zwitserland onder leiding van de broers Philipp en Simon Schoch de competitie. Uiteindelijk was het Simon die de wereldbeker wist te winnen. In de top tien van het klassement stonden zes Zwitsers. Voor Nederland kwam Paul Schoenmakers niet verder dan de 60e plaats.
Met drie vrouwen in de top vier deed Zwitserland ook bij de dames van zich spreken. Daniela Meuli was met vijf overwinningen veruit de meest constante factor gedurende het seizoen en eindigde daarom ruim voor de concurrentie op de eerste plaats. De zusjes Nicolien en Marieke Sauerbreij bivakkeerden in de middenmoot met een 29e en 43e plaats van de in totaal 82 deelneemsters aan de wereldbeker.

## Mannen

### Wedstrijden
| nr. | locatie         | land | winnaar           | land |
| --- | --------------- | ---- | ----------------- | ---- |
| 1.  | Landgraaf       | NED  | Siegfried Grabner | AUT  |
| 2.  | Sölden          | AUT  | Heinz Inniger     | SUI  |
| 3.  | Le Relais       | CAN  | Philipp Schoch    | SUI  |
| 4.  | Le Relais       | CAN  | Simon Schoch      | SUI  |
| 5.  | Kreischberg     | AUT  | Philipp Schoch    | SUI  |
| 6.  | Kronplatz       | ITA  | Philipp Schoch    | SUI  |
| 7.  | Nendaz          | SUI  | Simon Schoch      | SUI  |
| 8.  | Shukolovo       | RUS  | Marc Iselin       | SUI  |
| 9.  | Sint-Petersburg | RUS  | Simon Schoch      | SUI  |
| 10. | Lake Placid     | USA  | Philipp Schoch    | SUI  |
| 11. | Furano          | JPN  | Daniel Biveson    | SWE  |

### Eindklassement Wereldbeker
| rang   | naam                 | land | punten |
| ------ | -------------------- | ---- | ------ |
| Goud   | Simon Schoch         | SUI  | 6900   |
| Zilver | Philipp Schoch       | SUI  | 6595   |
| Brons  | Heinz Inniger        | SUI  | 4470   |
| 4      | Andreas Prommenegger | AUT  | 4060   |
| 5      | Marc Iselin          | SUI  | 3748   |
| 6      | Siegfried Grabner    | AUT  | 3634   |
| 7      | Mathieu Bozzetto     | FRA  | 3481   |
| 8      | Daniel Biveson       | SWE  | 3436   |
| 9      | Gilles Jaquet        | SUI  | 3021   |
| 10     | Roland Haldi         | SUI  | 2920   |
| 11     | Nicolas Huet         | FRA  | 2548   |
| 12     | Urs Eiselin          | SUI  | 2253   |
| 13     | Richard Rikardsson   | SWE  | 2200   |
| 14     | Roland Fischnaller   | ITA  | 1967   |
| 15     | Alexander Maier      | AUT  | 1909   |
| 16     | Rok Flander          | SLO  | 1790   |
| 17     | Dejan Kosir          | SLO  | 1686   |
| 18     | Benjamin Karl        | AUT  | 1548   |
| 19     | Sylvain Dufour       | FRA  | 1355   |
| 20     | Harald Walder        | AUT  | 1297   |
| 60     | Paul Schoenmakers    | NED  | 88     |

## Vrouwen

### Wedstrijden
| nr. | locatie         | land | winnaar            | land |
| --- | --------------- | ---- | ------------------ | ---- |
| 1.  | Landgraaf       | NED  | Julie Pomagalski   | FRA  |
| 2.  | Sölden          | AUT  | Isabelle Blanc     | FRA  |
| 3.  | Le Relais       | CAN  | Ursula Bruhin      | SUI  |
| 4.  | Le Relais       | CAN  | Daniela Meuli      | SUI  |
| 5.  | Kreischberg     | AUT  | Daniela Meuli      | SUI  |
| 6.  | Kronplatz       | ITA  | Daniela Meuli      | SUI  |
| 7.  | Nendaz          | SUI  | Jagna Marczulajtis | POL  |
| 8.  | Shukolovo       | RUS  | Daniela Meuli      | SUI  |
| 9.  | Sint-Petersburg | RUS  | Doris Günther      | AUT  |
| 10. | Lake Placid     | USA  | Julie Pomagalski   | FRA  |
| 11. | Furano          | JPN  | Daniela Meuli      | SUI  |

### Eindklassement Wereldbeker
| rang   | naam                | land | punten |
| ------ | ------------------- | ---- | ------ |
| Goud   | Daniela Meuli       | SUI  | 8400   |
| Zilver | Julie Pomagalski    | FRA  | 5130   |
| Brons  | Ursula Bruhin       | SUI  | 4790   |
| 4      | Fränzi Kohli        | SUI  | 3910   |
| 5      | Doris Günther       | AUT  | 3600   |
| 6      | Isabelle Blanc      | FRA  | 2840   |
| 7      | Jagna Marczulajtis  | POL  | 2748   |
| 8      | Amelie Kober        | GER  | 2698   |
| 9      | Carmen Ranigler     | ITA  | 2576   |
| 10     | Doresia Krings      | AUT  | 2270   |
| 11     | Michelle Gorgone    | USA  | 2216   |
| 12     | Rosey Fletcher      | USA  | 2190   |
| 13     | Alexa Loo           | CAN  | 2146   |
| 14     | Heidi Krings        | AUT  | 2100   |
| 15     | Tomoka Takeuchi     | JPN  | 2060   |
| 16     | Heidi Neururer      | AUT  | 2019   |
| 17     | Marion Kreiner      | AUT  | 1980   |
| 18     | Marion Posch        | ITA  | 1780   |
| 19     | Aprilia Hagglof     | SWE  | 1753   |
| 20     | Sara Fischer        | SWE  | 1602   |
| 29     | Nicolien Sauerbreij | NED  | 900    |
| 43     | Marieke Sauerbreij  | NED  | 371    |